# Улица Шевченко (Санкт-Петербург)
Улица Шевче́нко — улица в Василеостровском районе Санкт-Петербурга. Проходит от Большого до Малого проспекта Васильевского острова.

## История
Первоначально с 1796 года называлась 10—11-я линии Галерной Гавани (на участке от Большого проспекта до Среднего проспекта). Параллельно с 1812 года существовали названия Симанская улица (по имени домовладельца унтер-цейхвартера И. Симанова), Симановская улица, Симоновская улица, Симонова улица.
В 1950 году улица продлена до Малого проспекта. Современное название улица Шевченко получила 20 мая 1961 года в честь украинского поэта Т. Г. Шевченко, в связи со 100-летием со дня смерти.

## Достопримечательности
- школа № 6 (дом 3)
- Шкиперский сад
- Центр современного искусства имени С. Курёхина (бывший кинотеатр «Прибой»)
- ФМЛ № 30 (младшее здание) (дом 23 корпус 2)
- Подростково-молодёжный клуб «Принц» (дом 26)